# Uppsala Universitets Studenter
Uppsala Universitets Studenter (UUS), är ett parti i Uppsala studentkårs fullmäktige.
Kårpartiet bildades 1964 som en sammanslagning av flera andra kårfackliga partier och har sedan dess deltagit i samtliga kårval. Till skillnad från de flesta andra partier verksamma inom Uppsala studentkår är UUS inte knutet till något parti på riksplanet. Partiet ansluter sig inte heller till någon särskild politisk ideologi utan säger sig driva "sakfrågor framför partipolitik". Många av dess medlemmar kommer från nationerna eller någon av de många studentföreningarna vid Uppsala universitet.
Enligt kritiker har UUS blivit något av Uppsala studentkårs "statsparti" då de ofta sedan grundandet styrt eller varit en del av den styrande koalitionen i kårfullmäktige, i skiftande konstellationer. Partiet har ofta varit ett av de större men aldrig lyckats samla kvalificerad majoritet, som krävs för att ändra partisystemet, bakom sig. Partiets kärnfrågor har ofta rört sig inom det utbildningspolitiska området som till exempel nationell och lokal resursfördelning, utbildningskvalitet inom grund- och forskarutbildning och studentinflytande. På 2000-talet har partiet varit drivande i frågan om en sektionalisering av studentkåren, vilket bland annat ledde till att sektionerna gavs mandat att tillsätta delar av kårstyrelsen under 2019.